# 活塞效應
活塞效應（英語：Piston Effect）指在隧道中高速運行的車輛所帶來的平均空氣流動。當車輛在隧道內行駛，會帶動隧道中的空氣產生高速流動，這情況尤以鐵路列車更為明顯。由於這現象類似汽缸內活塞壓縮氣體，因以為名。

## 成因
當高速運行之列車進入隧道，隧道內之空氣原為靜止，因列車之重擊，產生高壓波，該高壓波以遠大於列車行駛速度的音速傳播，因此當列車進入隧道產生之高壓波迅速往下游傳遞，壓力波傳達的隧道空氣立即被加速，當壓力波抵達下游隧道口時產生反射波，反射波往隧道上游傳遞，當其傳遞之隧道空氣將再一次被加速。同樣的列車車尾進入隧道，會產生一股負壓波，該股負壓波，也同樣會作用在隧道內之空氣流速。另外受到隧道構造之影響，亦可能因波動之穿透或反射而改變波動。因列車在隧道內行駛而產生各種波動在隧道內逐漸加速隧道內之空氣，使隧道內之空氣隨著列車而行進，便稱之為隧道內之活塞效應。
在地下軌道系統的車站中，活塞效應會將隧道內的空氣帶進車站內，造成車站內空氣品質惡化。不過近期的設計都會利用活塞效應來把髒空氣排出通風井，並帶入新鮮的空氣。這樣的應用也會用在一些車行隧道中，如台灣高雄過港隧道。另外可以在車站月台設立月台門，將車站與隧道分成兩個獨立的空間，亦可以改善車站的空氣品質。由此可看出活塞效應與隧道通風息息相關。

## 問題
當列車於空曠處行駛會造成壓力改變並產生噪音等現象，穿過隧道時，噪音波在隧道內受隧道壁侷限而震盪加劇。此外，列車高速進入隧道時，車頭撞擊隧道內空氣產生一股強烈壓力波以音速（遠大於列車行駛速度）在隧道內震盪傳播，隧道內之壓力波會造成旅客不舒適感，且可能破壞軌道之相關設施。當高壓波傳抵隧道下游出口，撞擊隧道口外之空氣，壓力波隨著空間擴大而稀薄化為微壓波，微壓波會產生令人不愉悅的噪音，使隧道口附近住民受到干擾，稱之為微壓波噪音。再則，因隧道內壓力震盪對列車產生阻力，隨著波動使阻力忽大忽小，可能影響列車行進之平穩性，且增加列車能源之消耗。理想的隧道通風設計應全盤考量上述各項之影響，使列車在隧道行進可以提供旅客舒適的環境，並達到節能之目的。

## 事故
台北捷運中和線永安市場站曾因巡軌車高速經過時，隧道內高壓氣體流入車站，造成車站出入口鐵捲門被擠壓變形。高鐵桃園站也因為設計不良，擔心高速行駛的列車經過車站時會因活塞效應而使車站玻璃帷幕被高壓空氣震碎，而將車站附近的行駛速度由原先的每小時300公里降為每小時120公里，直到更新工程於2011年完成，才恢復每小時300公里的車速。

## 研究分析

### 試驗
列車進入隧道所產生之壓力將會受到隧道內空氣流動之影響，而列車通過一隧道後，隧道內之空氣仍將維持一長時間的震盪，且營運時受到各種營運條件之影響。因此，一般之列車隧道空氣動力試驗，都會先以較單純之長隧道在隧道內空氣不受上一班行進列車影響下進行試驗。而在地鐵，則時常以非營運時間，加開試驗列車進行試驗。此外，因現地試驗困難，模型試驗會用以研究隧道佈置及列車形狀等之列車行進所產生之壓力與流速等情況。且模型試驗可為數值模式之驗證資料。在數值模式未發展成孰前，模型試驗相對重要，如今數值模式可以快速準確的分析列車活塞效應，且其花費相對低廉，因此，大都以數值模式取代模型試驗。

### 數值分析
在二十世紀中期的歐洲，土木公共基礎建設大致完善，而當時列車之速度不斷提升，便引發列車隧道之總空氣動力問題，而列車活塞效應之物理現象有些類似發電水路之水錘作用的物理現象，使得許多原本從事土木水利研究之機構，紛紛開始進行列車隧道之活塞效應研究。日本為主辦1964年奧運而興建高速鐵路，進而發現列車在隧道內行進，容易造成旅客耳鳴及在隧道洞口產生微壓波噪音等現象。這些問題之發生，使更多人投入列車隧道活塞效應之研究，並逐漸掌控其物理現象。在1980年代末期的歐洲對於活塞效應之數值分析也逐漸成孰，如今的數值模式精確度已非常高。
活塞效應之分析軟體可以分為兩大類，一維分析軟體及一維與三維結合之分析軟體。對於列車隧道系統之分析一般而言一維軟體已經具有足夠之精確度，但如重視細部結構對於波動之影響（例如假隧道之設計），則必須採用一維與三維結合之專門軟體進行分析。一般而言，市售的通用三維軟體並不適用在這個課題之分析。若要採用市售的三維軟體進行分析時，一定得進行試驗資料之比對模擬。

## 解決方法
當今列車速度較快，所遭遇之空氣動力環保問題是噪音、壓力及隧道內溫度控制等新問題，而這些問題可以透過適當的工程方法改善，例如地下捷運系統常在地下車站兩端佈置有通風豎井，恰當之豎井佈置可以減緩車站內承受之空氣壓力，亦可達到隧道內空氣更新之目的。在隧道出入口可採用隧道口漸變斷面，或設置開孔之假隧道，或者直接加大隧道斷面尺寸，或改變車頭形狀以減小車頭阻力係數等等方式，消減列車進入隧道產生之壓力波及微壓波強度。再則，可以採用更高級之列車，使列車車廂之氣密性更佳，而不易受到外在壓力變化之影響，使旅客感覺更舒適。
可是，工程改善方法必須經過縝密之空氣動力分析與計算，方可達到較佳且經濟之效益。在隧道及地下車站之環境分析，世界各國大都採用美國運輸部研發Subway Environmental Simulation Computer Program（SES），評估地下車站與隧道之空氣品質（主要為溫度之變化）長期暖化之趨勢，但該程式對於列車通過隧道所產生之壓力波傳遞無法精確模擬，而其計算之隧道內流速亦為約值，所以對於隧道內之壓力與隧道口之微壓波等分析並不適用。對於隧道內之壓力與隧道口之微壓波等問題，因為列車隧道系統之複雜性，國外部分公司、團體或研究單位都擁有自行研發之分析軟體，且直至今日並無一套完整之商業軟體可供應用。
台灣的地下軌道運輸設施大都採用SES（Subway Environmental Simulator）及FDS（Fire Dynamic Simulator）分析正常營運與緊急狀況之地下設施環境。但對於地下設施之空氣動力壓力波分析，台灣近來已完成專為解決隧道內壓力波與隧道口之微壓波之分析軟體TOAPITS（Train Operation and Aerodynamic Program in Tunnel System）研發，且通過許多實測案例之驗證，TOAPITS軟體對於隧道或地下車站內之壓力與隧道口之微壓波等問題都有能力分析，相信可提供更舒適的旅行環境及可協助解決造成隧道口附近住民噪音困擾等問題。

## 延伸閱讀
- 黃國倫，〈豎井對列車通過長隧道之壓力波影響分析 （页面存档备份，存于）〉，《中興工程第99期》，2008年4月。
- 黃國倫，〈列車進入長隧道之微波噪音分析 （页面存档备份，存于）〉，《中興工程第97期》，2007年10月。
- 黃國倫，〈雙向列車於長隧道相會之車廂內壓力分析 （页面存档备份，存于）〉，《中興工程第96期》，2007年7月。
- 黃國倫，〈列車通過長隧道之空氣動力分析 （页面存档备份，存于）〉，《中興工程第94期》，2007年1月。
- 黃國倫，〈長隧道內列車過站不停對壓力及通風影響之探討 （页面存档备份，存于）〉，《中興工程第92期》，2006年7月。
- 刘艳荣、毛军，〈列车活塞风对隧道通风系统运行状态的影响〉，《工程建设与设计》，2003年
- 林啟基，〈地下車站電聯車活塞效應模擬〉，《中華技術雜誌》，2002年4月

## 參看
- Plumbing drainage venting